# Kerkyon

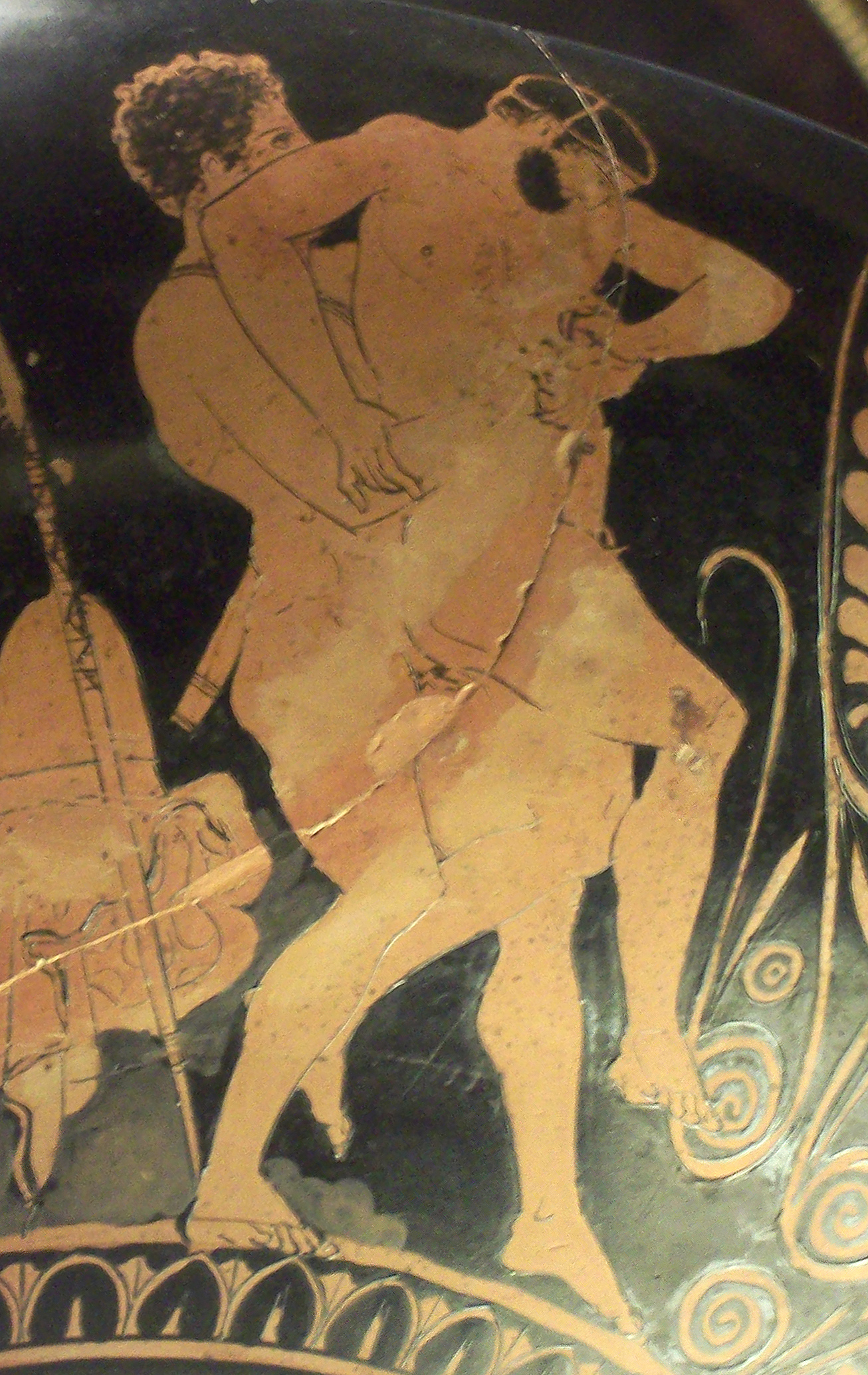
Theseus und Kerkyon (Aison, 5. Jahrhundert v. Chr.)

Kerkyon (altgriechisch Κερκύων Kerkýōn) ist eine Figur aus der griechischen Mythologie.
Er war ein Sohn des Meeresgottes Poseidon oder des Hephaistos. Er lauerte Wanderern auf, um sie zum Ringkampf zu zwingen und umzubringen. Besiegt wurde er schließlich von dem Helden Theseus.
Kerkyon war der Vater von Alope.